# Welsh corgi cardigan
A welsh corgi cardigan[Nota] (pronuncia kɔrɡi) é uma das duas separadas raças de cães conhecidas como Welsh Corgi, que se originou em Gales; o outro chama-se welsh corgi pembroke. A cardigan é tida como uma das raças mais antigas de pastoreio. Reconhecida como raça há mais de 1 000 anos, tem seu surgimento especulado em possíveis 3 000 anos. Até meados do século XIX, foi o único cão criado por comunidades galesas. Originalmente um animal de pastoreio em fazendas, devido a seu tamanho reduzido, suficiente para mordiscar os calcanhares e não ser pisoteado, tem em seu nome o significado de "cão (gi) de guardar (cur)". É considerado um cão alerta e exuberante, embora teimoso, o que torna seu adestramento difícil. Fisicamente pode atingir os 32 cm e pesar 17 kg. Sua pelagem pode ter variadas cores, desde a tigrada à azul merle. Possui os olhos bem separados, as orelhas eretas e arredondadas e a cauda grossa como a de uma raposa.